# ストロンチアン石
ストロンチアン石（ストロンチアンせき、strontianite）は、鉱物（炭酸塩鉱物）の一種。化学組成は SrCO3（炭酸ストロンチウム）、結晶系は直方晶(斜方晶)系。霰石グループの鉱物。
スコットランド・ハイランド地方のロッハバー(Lochaber)地区のストロンティーアン(Strontian)という場所で最初に見つかったので、この名がついた。この鉱石から発見・命名されたのがストロンチウムである。

## 産出地
日本では、東京都白丸鉱山、高知県韮生鉱山などから産する。

## 性質・特徴
この鉱物は、緑色または黄色っぽい白色で、繊維質の状態でまとまって存在しているが、ときどきプリズマティック結晶として存在する。
ストロンチウムの重要な原料である。